# ويلينغتون برونو
ويلينغتون برونو هو لاعب كرة قدم برازيلي في مركز الوسط، ولد في 25 أبريل 1986 في غوارولوس في البرازيل. لعب مع نادي فلامنغو.

## وصلات خارجية
- ويلينغتون برونو على موقع قاعدة بيانات كرة القدم.إي يو (الإنجليزية)
- ويلينغتون برونو على موقع Soccerway.com (الإنجليزية)